# Fortunato
Fortunato fue una telenovela de comedia chilena, producida por Roos Film y emitida por Mega desde el 28 de agosto de 2007 hasta el 9 de enero de 2008, retomando el horario vespertino que quedó vacante luego de Algo Está Cambiando en 1999. 
Es una adaptación de la telenovela de comedia argentina Los Roldán, que en esta ocasión es protagonizada por Marcial Tagle, Mariana Loyola y Luciano Cruz-Coke.
El guion original de Mario Schajris y Adriana Lorenzón, fue adaptado por Francisca Bernardi. La dirección fue de Iván Canales y la producción ejecutiva estuvo a cargo de J.J. Harting e Ignacio Eyzaguirre.

## Argumento
Fortunato Cuevas (Marcial Tagle) es un hombre humilde y esforzado que trabaja por un lado como pescador, y por el otro como dueño de una "picada" de barrio. Hasta que un día, como cualquier otro, Fortunato, más conocido entre los suyos como "Nato", vive el golpe de suerte de su vida al salvar la vida a doña Aurora Valdivieso (Gloria Münchmeyer), una mujer multimillonaria que estuvo a punto de morir ahogada en el fondo del mar. Ella, tras ser rescatada y salvada por "Nato", le concede mucha riqueza a modo de recompensa a él y a toda su familia.
Es así como la familia Cuevas se muda de su modesta y humilde casa a la lujosa mansión de doña Aurora, quien además es vecina de la familia Uriarte, un clan poderoso y sofisticado de clase alta cuyo patriarca es el empresario Emilio Uriarte (Bastián Bodenhöfer), un hombre egocéntrico e inescrupuloso al que sólo le importa el dinero y que desprecia a "Nato" por su clase social.

## Reparto
- Marcial Tagle como Fortunato "Nato" Cuevas
- Bastián Bodenhöfer como Emilio Uriarte
- Mariana Loyola como Mayoli "Yoli" Chaparro
- Luciano Cruz-Coke como Raúl Cuevas / Judith Méndez[2]
- Gloria Münchmeyer como Aurora Valdivieso[3]
- Claudia Burr como Cecilia "Chichita" Subercaseaux
- Felipe Braun como Pablo Mancini
- Íñigo Urrutia como Omar Robledo
- Ángela Prieto como Ignacia Ibarra
- Catalina Saavedra como Dulcinea Santos
- Matías González como Leonardo "Leo" Cuevas
- Maria Paz Jorquiera como Hilda Cuevas
- Justin Page como Juan Luis Uriarte
- Carla Jara como Pilar Mancini
- Luis Eduardo Campos como Maximiliano "Maxi" Cuevas
- Samantha Sánchez como Rosa Campos

### Recurrentes e invitados
- Aline Küppenheim como Rita Oyarzún.
- Elvira López como Ester Cuevas.
- Peggy Cordero como Melania Cuevas.
- Marés González como Agustina Balmaceda de la Carrera.
- Walter Kliche como Paolo Constantini.
- Consuelo Holzapfel como Mamá de Ignacia
- Jorge Gajardo como Guillermo Garbis.
- Carolina Oliva como Flavia.
- Constanza Gómez como María Teresa "Marité" Moretti.
- Francisca Castillo como Amiga de Chichita.
- Jaime Omeñaca como Pablo Bórquez (Nueva pareja de Rita).
- Catalina Olcay como Victoria "Vicky" Venegas.
- Pablo Macaya como Ex pareja de Yoli.
- Romeo Singer como Matías Figueroa.
- Roberto Farías como El Turco.
- Gonzalo Hevia como Amigo de Juan Luis.
- Ramón Llao como Sergio Coronel (Conductor del noticiero).
- Hugo Vásquez como Presidente del Directorio Grupo América.
- Luis Wigdorsky como Martín (Dueño de canal 10).
- Esperanza Silva como Piera Pérez.
- Mauricio Diocares como Amigo de Nato
- Álvaro Bravo como Juan Pablo Jaraquemada.
- Rosa Araya como Laura Albornoz.
- Nicolás Belmar como Cote Ríos.
- Agustín Moya como Segundo.
- Sergio Silva como José Hernández Ponce (Falso hijo de Aurora).
- Francisca Concha como Amiga de Hilda.
- Rodrigo Muñoz como Psicólogo.
- Aldo Parodi como Sicólogo de los Uriarte.
- Sergio Madrid como Integrante del Directorio del canal de Uriarte.
- Otilio Castro como Persona encargada de la fundación.
- Ángela Vallejo como Chica del Café.
- Patricio Jara como Lucho Santana.
- Violeta Vidaurre
- Yamila Reyna
- Ernesto Gutiérrez

## Recepción
Fortunato se estrenó en primer lugar, el 28 de agosto de 2007, con una audiencia promedio de 19,0 puntos, dejando en segundo lugar a Papi Ricky, de Canal 13.

## Banda sonora
1. Sonora de Tommy Rey - Gente buena
2. Calle 13 - Tango del pecado
3. Don Juan - Luna llena
4. Chico Trujillo - Medallita
5. Osonora - Ahora te veo doble
6. Diego Torres y Juan Luis Guerra - Abriendo caminos
7. Lucho Barrios - Amor de pobre
8. Rafaella Carrá - Yo no sé vivir sin ti
9. Miguel Bosé - Te amaré
10. Los Fabulosos Cadillacs - Mal bicho
11. Celia Cruz - La pachanga
12. Los Auténticos Decadentes - Loco (Tu forma de ser)
13. Sandro - Tengo
14. Leonardo Favio - Tu tristeza es mía y nada más
15. Mocedades - Eres tú
16. Los Galos - Como deseo ser tu amor
17. Leo Dan - Te he prometido

## Versiones
- Los Roldán (2004), una producción de Telefe, fue protagonizada por Miguel Ángel Rodríguez y Claribel Medina.
- Los Reyes (2005), una producción de RCN Televisión, fue protagonizada por Enrique Carriazo y Geraldine Zivic.
- Los Sánchez (2005), una producción de TV Azteca, fue protagonizada por Luis Felipe Tovar y Martha Mariana Castro.
- Los Pérez (2010), una producción de TCS, fue protagonizada por Josep Lora y Verónica Guerrero.
- Una familia con suerte (2011), una producción de Televisa, fue protagonizada por Arath de la Torre, Mayrín Villanueva y Luz Elena González.
- Οι βασιλιάδες (2012), una producción de Mega Channel.
- Los García (2024), una producción de Ecuavisa, protagonizada por Diego Spotorno y Cecilia Cascante.